# Labyrinthocyathus quaylei
Labyrinthocyathus quaylei är en korallart som först beskrevs av John Wyatt Durham 1947.  Labyrinthocyathus quaylei ingår i släktet Labyrinthocyathus och familjen Caryophylliidae. Inga underarter finns listade i Catalogue of Life.